# Djurgården Hockey 1922/1923
Djurgården tog sig hela vägen till SM-final, men föll där mot IK Göta med 3-0 på Stockholms Stadion inför 500 åskådare.

## Seriespelet
Referens:
| Datum            | Motståndare       | Resultat |
| ---------------- | ----------------- | -------- |
| 24 januari 1923  | IFK Stockholm (n) | 2 - 2    |
| 1 februari 1923  | IF Linnéa (n)     | 5 - 0    |
| 6 februari 1923  | Nacka SK (n)      | 6 - 3    |
| 13 februari 1923 | Hammarby IF (n)   | 5 - 1    |
| 20 februari 1923 | IK Göta (n)       | 4 - 7    |

## Tabellen
Referens:
|   | Klass I 1922/1923 | SM | V | O | F | GM | IM | P |
| - | ----------------- | -- | - | - | - | -- | -- | - |
| 1 | IK Göta           | 5  | 4 | 1 | 0 | 27 | 11 | 9 |
| 2 | Djurgårdens IF    | 5  | 3 | 1 | 1 | 22 | 13 | 7 |
| 3 | Hammarby IF       | 5  | 3 | 0 | 2 | 17 | 10 | 6 |
| 4 | IFK Stockholm     | 5  | 2 | 2 | 1 | 16 | 13 | 6 |
| 5 | Nacka SK          | 5  | 1 | 0 | 4 | 15 | 28 | 2 |
| 6 | IF Linnéa         | 5  | 0 | 0 | 5 | 7  | 29 | 0 |

## Svenska Mästerskapet 1923
Referens:
| Omgång      | Datum            | Motståndare       | Resultat |
| ----------- | ---------------- | ----------------- | -------- |
| Kvartsfinal | 27 februari 1923 | Hammarby IF (h)   | 2 - 0    |
| Semifinal   | 1 mars 1923      | IFK Stockholm (h) | 4 - 0    |
| Final       | 4 mars 1923      | IK Göta (n)       | 0 - 3    |